# 남한산
남한산(南漢山)은 대한민국 경기도 광주시 남한산성면과 서울특별시 송파구 마천동 일부에 걸쳐 있는 산이다. 주장산(晝長山), 일장산(日長山)이라고도 하는데, 이곳에 사적 제57호로 지정된 남한산성이 위치한다.
남한산은 일견 평범한 산처럼 보이지만 산속이 광대한 분지로 되어 있고 밖으로는 험한 경사를 이뤄 천혜의 요새지로 평가되고 있다.
또한 청량산 482.6m, 벌봉 515m, 한봉 418m, 검단산 520m으로 이어지고 있어 산세의 구별이 모호하다.
산성은 정확히 말하면 청량산과 남한산에 걸쳐 있다는 것이 맞는 표현일 것이다. 청량산과 같이 남한산맥의 지맥으로 분류되고 있다.
장경사(長慶寺:경기문화재자료 15) 등의 사찰이 있다. 산성 북서쪽으로 청량산(482.6m)이라 불리는 산쪽으로 수어장대가 있고 현절사(顯節祠:경기유형문화재 4)·청량전(淸凉殿)·숭렬전(崇烈殿)·연무관(演武館)·지수당(池水堂)·침과정(枕戈亭) 등이 있다. 성안에는 남한산 법화사지와 부도가 보존되고 있다. 경기도 문화재자료 제86호로 등록되어 있다.
이밖에 허물어져 가는 산성의 남문을 중수하여 보존하였고 마을 안쪽으로 임금이 납시어 활울 쏘았던 행궁터와 송암정(松巖亭)·관어정(觀魚亭)·영춘정(迎春亭) 같은 정자 등이 보존되고 있다. 1971년 3월 남한산성과 함께 총 36.4km2가 도립공원으로 지정되었다.

## 전해오는 이야기
산의 사방이 평지로 둘러싸여 밤보다 낮이 길다고 하여 일장산(日長山) 혹은 주장산(晝長山)이라는 이름이 붙여졌다. 고주몽의 셋째 아들인 온조(溫祚)가 남하하여 백제국을 일으킨 곳으로도 유명하다.
원래 온조는 현재의 서울 풍납동에 토성을 쌓고 위례성이라 하여 백제국을 세웠으나 지세가 불안하고 협소하여 이곳으로 천도했다.
또한 봉암성이라고 하는 벌봉을 둘러싸고 있는 남한산성의 외성에는 천혜의 요새답게 산세가 험해 병자호란 때 청태종과 청군이 이곳에서 진을 친 다음 전투는 하지 않고 인조와 조선군이 피신해 있는 남한산성을 내려다보면서 항복할 때까지 가만히 기다리고 있었다는 전설을 가지고 있다.
그러나 동문은 좌익문, 서문은 우익문, 남문은 지화문, 북문은 전승문이라고 부르는데 얼마나 수호에 대한 염원이 어려 있는지 지금도 느껴지는 듯하다.

## 산행코스 정보
남한산성의 최고봉인 남한산(522m)은 서울, 분당 등 수도권 남부 지역 주민들에게 인기 있는 해맞이 장소다. 현재 성안에 주민들이 살고 있기에 학교와 마을이 꾸며져 있고 도로가 산성 안쪽까지 이어져 있어 접근이 쉽고 산행도 크게 힘들지 않다. 일출을 본 뒤 산성을 따라 이어지는 산길을 타고 각 지역으로 연결되는 산행도 가능하다. 가벼운 차림으로 도전해도 좋을 해맞이 산이다. 남한산성도립공원은 성곽 일원 전체가 사적 제57호로 지정되어 있다.
많은 사람들이 혼동하고 있듯이 남한산성은 두개의 산에 걸쳐있는 산성이다. 남한산성의 대표적인 봉우리는 수어장대가 있는 청량산(482.6m)이고 지형도상의 남한산성 최고봉은 39.4m가 더 높은 남한산(522m)이다. 어느 곳이나 일출을 감상하는 데는 지장이 없으나 아무래도 최고봉에 사람들이 많이 몰리기 마련이다.
산행은 산성 내부의 종점에서 북문으로 곧바로 올라 동장대를 거치면 단시간에 정상에 설 수 있다. 산행시간이 1시간도 안 되는 짧은 거리다. 운동량이 부족하다고 느끼는 이들은 성남시 방면의 남한산성 전철역에서 산행을 시작해 남문~청량산~서문~북문~동장대~정상 코스를 이용해도 좋다. 하산길로 이 코스를 이용하는 것도 무난하다.
한편 다른 산행길로 잠실역에서 하남가는 버스를 타고 춘궁동 서부농협 앞에 내려 남한산의 첫 번째 봉우리인 객산(292m)에 오른다. 객산은 남한산으로 연결되는 작은산이다. 이곳에서는 북동쪽으로 미사리와 한강, 예봉산이, 그리고 북서쪽으로는 객산능선과 맞은편 말발굽모양의 금암산, 이성산 능선 사이의 하남시가 내려 보인다.
남한산 벌봉(515m)은 벌봉암문에 연결된 남한산성의 일부이다. 암문 밖에서 이 바위를 보면 벌처럼 생겼다하여 벌봉이라 한다. 병자호란 때 청태종이 정기가 서려 있는 벌봉을 깨트려야 산성을 함락시킬 수 있다 하여 이 바위를 깨트리고 산성을 굴복시켰다는 전설이 있다. 벌봉은 해발 515m로 남한산성의 수어장대(497m)보다 높기 때문에 남한산성의 서쪽 내부와 동쪽 성벽이 훤히 내려다보인다. 병자호란 당시 이 지역을 청나라 군에 빼앗겨 적이 성 내부의 동태를 쉽게 파악할 수 있었으며, 화포로 성안까지 포격할 수 있었다.
벌봉암문을 지나면 최근 복원된 봉암성과 봉암성문이 나온다. 북문과 남한산성 안으로 가는 갈림길에서 빠른 내림길인 성안의 현절사를 거쳐 이곳에서 종로라 불리는 곳으로 내려가는 길을 만난다. 현절사를 지나면서 남한산성 안의 음식점들을 볼 수 있다. 남한산성 안의 종로에서 마을버스 9번을 타면 8호선의 남한산성 입구역에 갈 수 있다.
산 주위가 평지여서 낮이 길다는 남한산은 서울을 지키는 4대 요새 중 하나인 남한산성(사적 제57호)으로 유명한 산이다. 하남시 중촌 입구나 고골 종점에서 경치가 좋은 법화암터를 지나, 암군(岩群)이 빼어난  벌봉(정상으로 남한산에서는 흔치 않은 암봉(岩峰)이다)에 오르고 난 후는 성벽을 따라 걷게 된다. 산행을 겸한 사적순례이다. 병자호란의 굴욕이 되새겨지는 곳이기도 하다.
남한산성에서 가장 화려하고 웅장한 모습을 자랑하는 수어장대와 청량당, 침괘정 등을 들러 산행을 마친 후에도 남한산성 역사관, 천주교 순교성지, 만해기념관, 망월사, 장경사, 개원사 등 사찰, 무술을 연마하던 연무관 등 들러볼 곳이 많다. 역사교육을 겸한 가족산행지로 더할 나위 없이 좋은 곳이다.

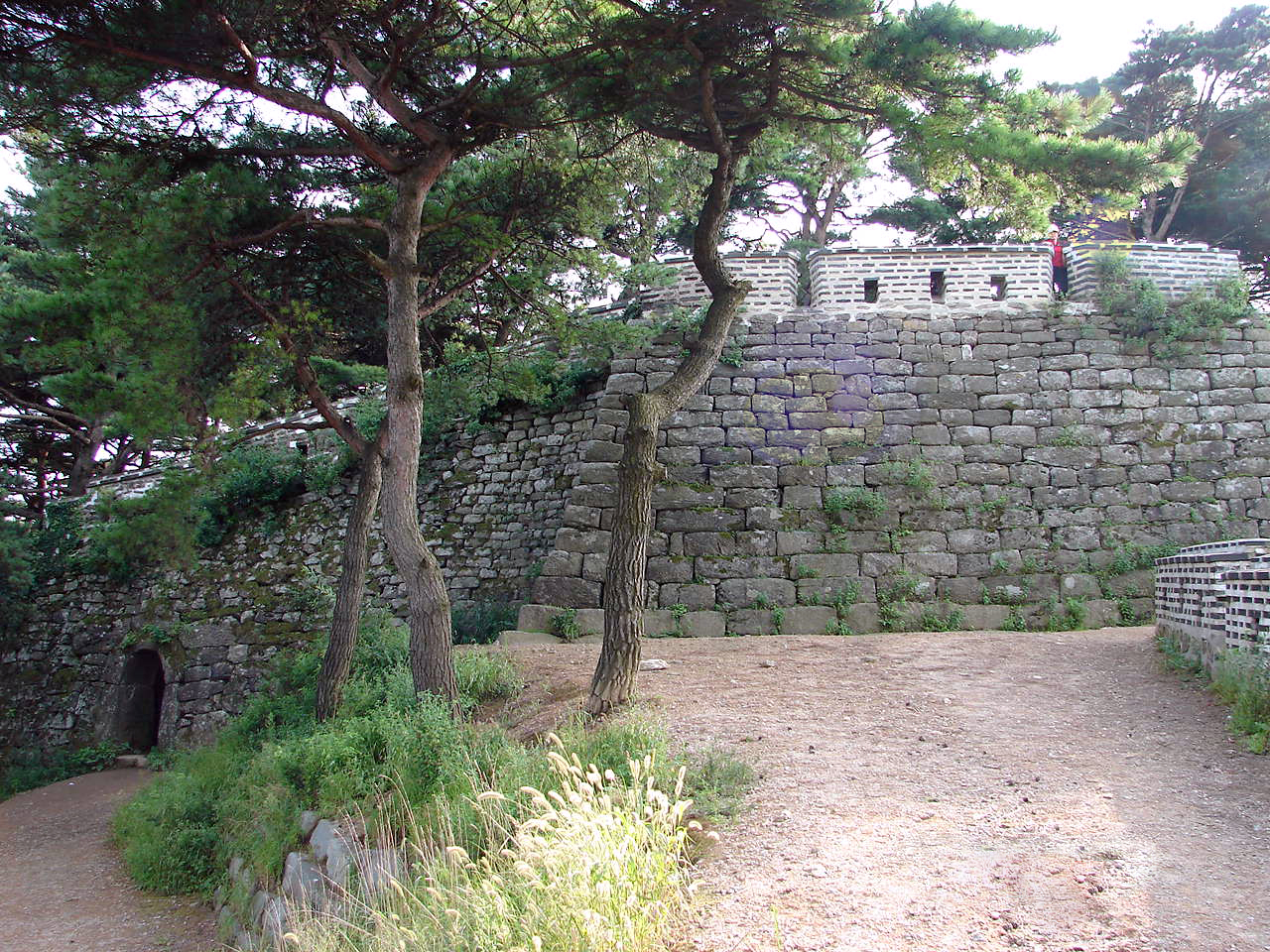
남한산성 외벽의 모습

서울쪽에서 가는 방법도 있다. 지하철 5호선 마천역 1번 출구로 나와 10여 분 가면 남한산성 입구에 이른다. 여기서 남한천약수터까지는 미로 같은 골목과 작은 고개를 넘어 40분쯤 걸린다.
약수터는 넓은 평지로 나무들이 빽빽이 들어차 있다. 시원하게 약수 한 잔을 들이켜고 제법 가파른 경사를 30여 분 오르면 울창한 소나무숲을 통과해 청량산(482.6m) 정상 아래 산성 삼거리에 닿는다.
삼거리에서 산성을 자세히 보면 개구멍처럼 작은 암문이 보인다. 암문(暗門)은 대문을 달지 않고 정찰병들을 내보냈던 문이다. 옛날에는 돌로 막아 뒀다고 한다. 허리를 굽혀 기다시피 통과하면 그 옛날로 돌아가는 기분이다. 하지만 막상 들어서면 울긋불긋 등산복 차림의 사람들로 왁자지껄하고 널찍한 포장도로가 기다리고 있다.
본격적으로 산성길을 따르자마자 청량산 정상에 자리잡은 수어장대를 만난다. 본래 단층으로 지은 것인데 영조 27년(1751)에 2층 누각을 증축했다. 층간 높이는 낮지만, 야무지게 버티고 선 남한산성의 총지휘부다. 수어장대에서 서문으로 가는 길은 소나무와 성곽의 오묘한 굴곡이 수평과 수직으로 어우러져 있어 발걸음을 즐겁게 한다.
남한산성은 본성의 길이가 9km, 옹성은 2.7km로 고기 비늘처럼 잘 쌓았다. 18세기 복원 기록인 중정남한지(重訂南漢志)를 따라 최대한 원형 그대로 복원했다고 한다.
서문은 병자호란 당시 조선 인조가 청나라에 항복하러 나갔던 문이다. 성문이 낮아 머리를 숙여야 했고, 길이 가팔라 말에서조차 내려야 했다고 전해진다. 서문을 지나면 다시 암문이 나오는데, 그곳으로 나가면 연주봉옹성이 이어진다. 옹성은 성문을 보호하고 성벽을 기어 오르는 적을 측면에서 공격하기 위한 돌출된 방어시설이다. 보통 평지 읍성에 주로 설치하는데, 산성으로는 남한산성이 유일하다고 한다. 연주봉옹성 정상에 서니 서울 시내가 한 눈에 내려다 보인다.
언덕에 자리 잡은 북장대지(北將臺址)는 아름드리 소나무들이 장관이다. 산성 안의 나무들은 마을 주민들이 ‘금림조합’을 만들어 순산원을 두고 도벌을 막아 보호한 덕택에 지금처럼 건강하게 살아 남았다고 한다. 동장대암문에서 벌봉으로 이어진 길은 남한산성 최고의 걸작이다. 인적이 뜸한 길은 순하면서 호젓하고, 길섶 양쪽으로 허물어진 봉암산성이 쓸쓸한 분위기를 돋운다.
다시 동장대암문으로 돌아와 15분쯤 내려가면 작은 암문이 보일 듯 말 듯 숨겨져 있다. 이 암문 밖이 장경사신지옹성이다. 유장하게 곡선을 그리는 옹성 너머로 잘 생긴 광주의 산들이 시원하게 펼쳐진다. 제법 급경사를 타고 내려오면 장경사를 지나고, 동문 아래에서 도로를 만나면서 산행이 끝난다. 송파구 마천동 남한산성 입구~남한천약수~수어장대~동문 코스 약 11km, 5시간가량 걸린다.
이렇게 이곳을 가는길은 여러 갈래이지만 또다른 산행으로 좋은 길은 중부고속도로에서 만나는 길, 남한산성으로 가는 308번 지방도다. 이어 ‘예당’ 식당 건너편으로 이정표가 보이고, 다시 산길이 이어진다. 20분쯤 가파른 된비알을 오르면 노적산 정상. 이후 능선이 지루하게 이어지다 갑자기 오래된 성벽이 나타난다.
마침내 남한산성의 영역으로 들어선 것이다. 전혀 기대하지 않았던 참이라 반가움이 더욱 크다. 평지같이 부드러운 산성길을 따르면 한봉성을 알리는 이정표를 만난다. 한봉성(漢峰城)은 봉암성(蜂岩城)과 함께 남한산성을 보호하는 외성(外城) 중 하나다.
한봉성을 지나면 커다란 암문을 통해 산성 안으로 들어가고 이어 봉암성을 따르게 된다. 한봉성과 봉암성 일대는 옛 절터처럼 애잔한 분위기가 넘쳐나는 좋은 길이다. 이어 남한산성에서 가장 큰 바위인 벌봉에 올라서면 검단산과 용마산 줄기가 아스라이 펼쳐진다. 지나온 산줄기를 바라보는 맛은 종주한 사람만 느낄 수 있는 특권이다.
벌봉에서 호젓한 길을 따르면 수어장대 건너편, 동장대암문을 통해 남한산성 안으로 들어오게 된다. 이제는 하산만 남았다. 장경사신지옹성에서 저물어 가는 산하를 바라보고, 느긋하게 내려오면 장경사와 동문을 차례로 만나면서 산행은 끝이 난다. 버스정류장으로 가는 길, 장경사의 범종 소리가 어둑어둑한 하늘에 긴 여운을 남긴다.
남한산성은 서울 송파구와 경기도 하남시, 광주시, 성남시 등 4개 지역에 걸쳐 있어 등산로가 거미줄처럼 많다. 그 중 서울 송파구 마천동에서 수어장대(守禦將臺)에 올라 산성을 타고 서문~북문~동장대암문에 이르고, 여기서 조망이 좋은 벌봉(봉암·515m)을 다녀와 동문으로 내려오는 코스를 잡아 보자. 이 길은 걷기에 더할 나위 없이 좋고, 산성에 서린 역사의 흔적도 반추할 수 있다.
- 하남시 A코스 (약 3시간20분) 하남시 춘궁동 서부농협 - 객산(292m) - 남한산벌봉 - 암문 - 북문 - 서문 - 수어장대 - 어정약수 - 침괘정 - 산성종점

- 하남시 B코스 (약 3시간15분) 하남시 고골종점 - 법화암터 - 남한산벌봉 - 암문 - 북문 - 서문 - 수어장대 - 어정약수 - 침괘정 - 산성종점

- 하남시 C코스 (약 1시간30분) 하남시 중촌입구 - 고개삼거리 - 280능선삼거리 - 남한산벌봉(상행 편도)

- 이밖에 서울시 송파구 거여동과 경기도 성남시에서 가는 방법이 있다.

## 같이 보기
- 한국의 산
- 청량산
- 검단산 (하남/광주)
- 검단산 (성남/광주)
- 문형산 (경기)
- 불곡산
- 영장산
- 남한산성
- 구룡산

## 참고 문헌
- 이 문서에는 다음커뮤니케이션(현 카카오)에서 GFDL 또는 CC-SA 라이선스로 배포한 글로벌 세계대백과사전의 내용을 기초로 작성된 글이 포함되어 있습니다.